# Lockhartia lunifera
Lockhartia lunifera är en orkidéart som först beskrevs av John Lindley, och fick sitt nu gällande namn av Heinrich Gustav Reichenbach. Lockhartia lunifera ingår i släktet Lockhartia och familjen orkidéer. Inga underarter finns listade i Catalogue of Life.

## Bildgalleri

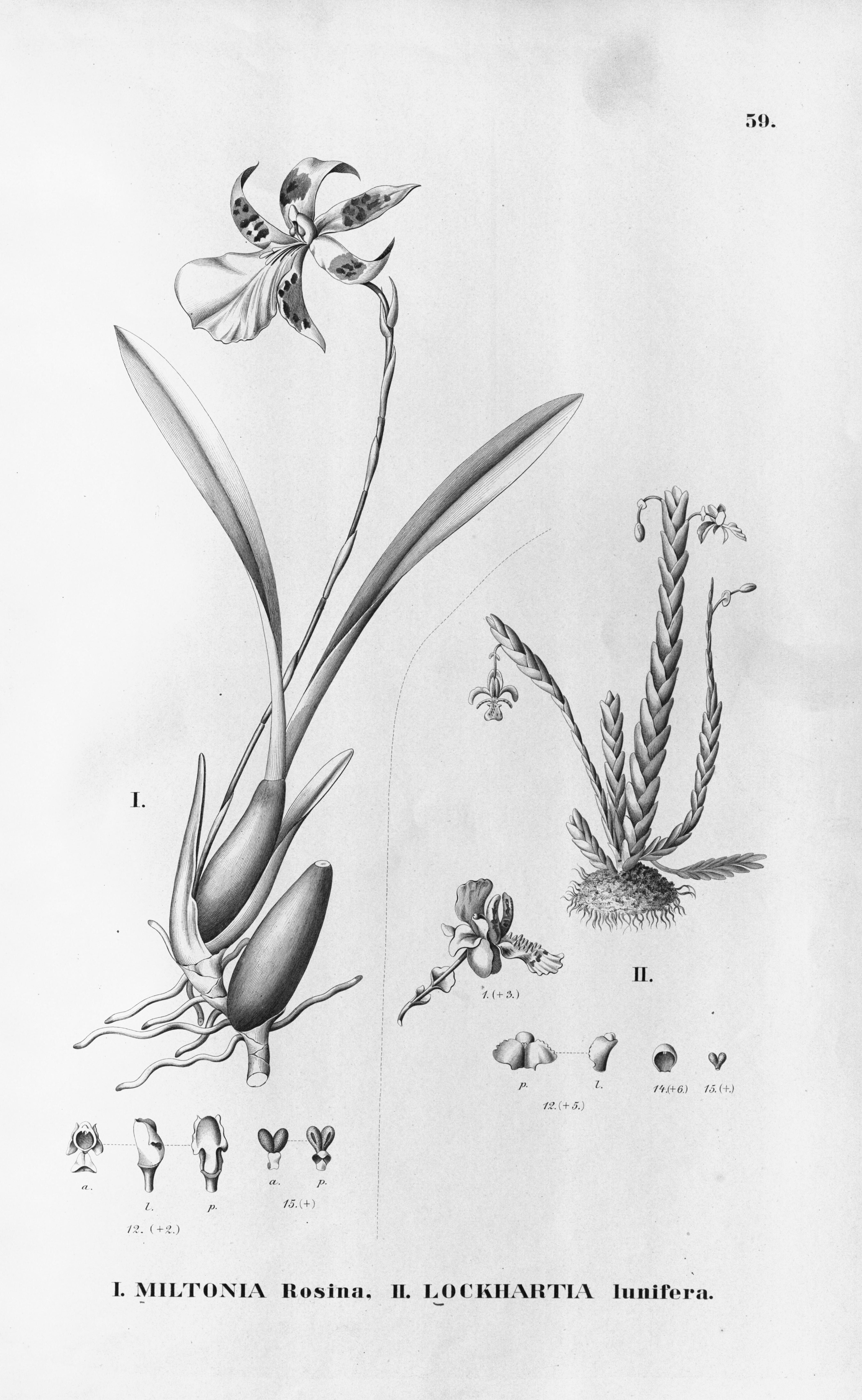